# روی علف‌های خشک
روی علف‌های خشک ترکی استانبولی: Kuru Otlar Üstüne فیلمی ترکی به کارگردانی نوری بیلگه جیلان و نویسندگی مشترک جیلان، ابرو جیلان و آکین آکسو است. این فیلم با بازی دنیز جلیل‌اوغلو، مروه دیزدار و مصعب اکیجی، داستان معلمی را روایت می‌کند که با امید به مهاجرت به استانبول، در روستایی در آناتولی شرقی کار می‌کند و متهم به آزار یک دانش‌آموز می‌شود. روی علف‌های خشک در هفتاد و ششمین جشنوارۀ فیلم کن در می ۲۰۲۳ به نمایش درآمد و جایزۀ بهترین بازیگر زن را به دست آورد. این فیلم به‌عنوان نمایندۀ رسمی سینمای ترکیه برای رقابت در شاخۀ بهترین فیلم خارجی زبانِ نود و ششمین دورۀ جوایز اسکار در سال ۲۰۲۴ برگزیده و معرفی شده‌ است.

## تولید
روی علف‌های خشک نهمین فیلم بلند جیلان و دهمین فیلم کلی اوست. جیلان فیلمنامه را با همکاری همسرش ابرو جیلان و آکین آکسو نوشته‌ است. آنها همچنین در نویسندگی فیلم قبلی جیلان یعنی درخت گلابی وحشی (۲۰۱۸) همکاری کرده بودند. نگارش فیلمنامه حدود دو سال طول کشید و فیلمبرداری در مارس ۲۰۲۱ در ارزروم آغاز شد. نماهای طبیعت نیز در آدیامان فیلمبرداری شدند. کورست اورسین و جواهر شاهین به عنوان فیلمبرداران این فیلم حضور داشتند. روی علف‌های خشک مبلغ ۴۷۰٬۰۰۰ یورو از صندوق شورای اروپایی یورایمجز، و همچنین حدود ۲ میلیون لیره از وزارت فرهنگ و گردشگری ترکیه دریافت کرد. همچنین زراعت بانک ترکیه نیز اسپانسر داخلی فیلم بوده و دو صحنه با تبلیغات درون داستانی این بانک در فیلم گنجانده شده است. این فیلم توسط آرته و تی آر تی تولید شده‌ است.

## انتشار
روی علف‌های خشک به‌عنوان یکی از نوزده فیلمِ برگزیده در رقابت برای نخل طلای هفتاد و ششمین جشنوارۀ فیلم کن در ماه می ۲۰۲۳ معرفی شد.
این فیلم توسط «ممنتو فیلمز دیستریبیوشن» در ۱۲ ژوئیۀ ۲۰۲۳ با عنوان «Les herbes sèches» در فرانسه توزیع شد.